# Больше-Банная
Больше-Банная кольцевая структура находится в южной части полуострова Камчатка, к северу от реки Банная и в 50 километрах на юго-запад от Петропавловска-Камчатского.
Комплекс состоит из кругового кольца лавовых куполов и шлаковых конусов андезито-риолитовых пород. Рождение комплекса оценивается как конец плейстоцена до голоцена. Северо-западнее и юго-восточнее от кольца два лавовых поля из базальта, возраст которых оценивается также как начало голоцена. Точной информации о последнем извержении комплекса нет. Больше-Банная кольцевая структура является северной частью огромной древней кальдеры древнего вулкана Карымшина.
В пределах комплекса находятся Большие Банные горячие источники.